# Heterochaeta girardi
Heterochaeta girardi es una especie de mantis de la familia Mantidae.

## Distribución geográfica
Se encuentra en Costa de Marfil, Ghana y Nigeria.